# Saint-Yrieix-les-Bois
Saint-Yrieix-les-Bois is een gemeente in het Franse departement Creuse (regio Nouvelle-Aquitaine) en telt 333 inwoners (2005). De plaats maakt deel uit van het arrondissement Guéret.

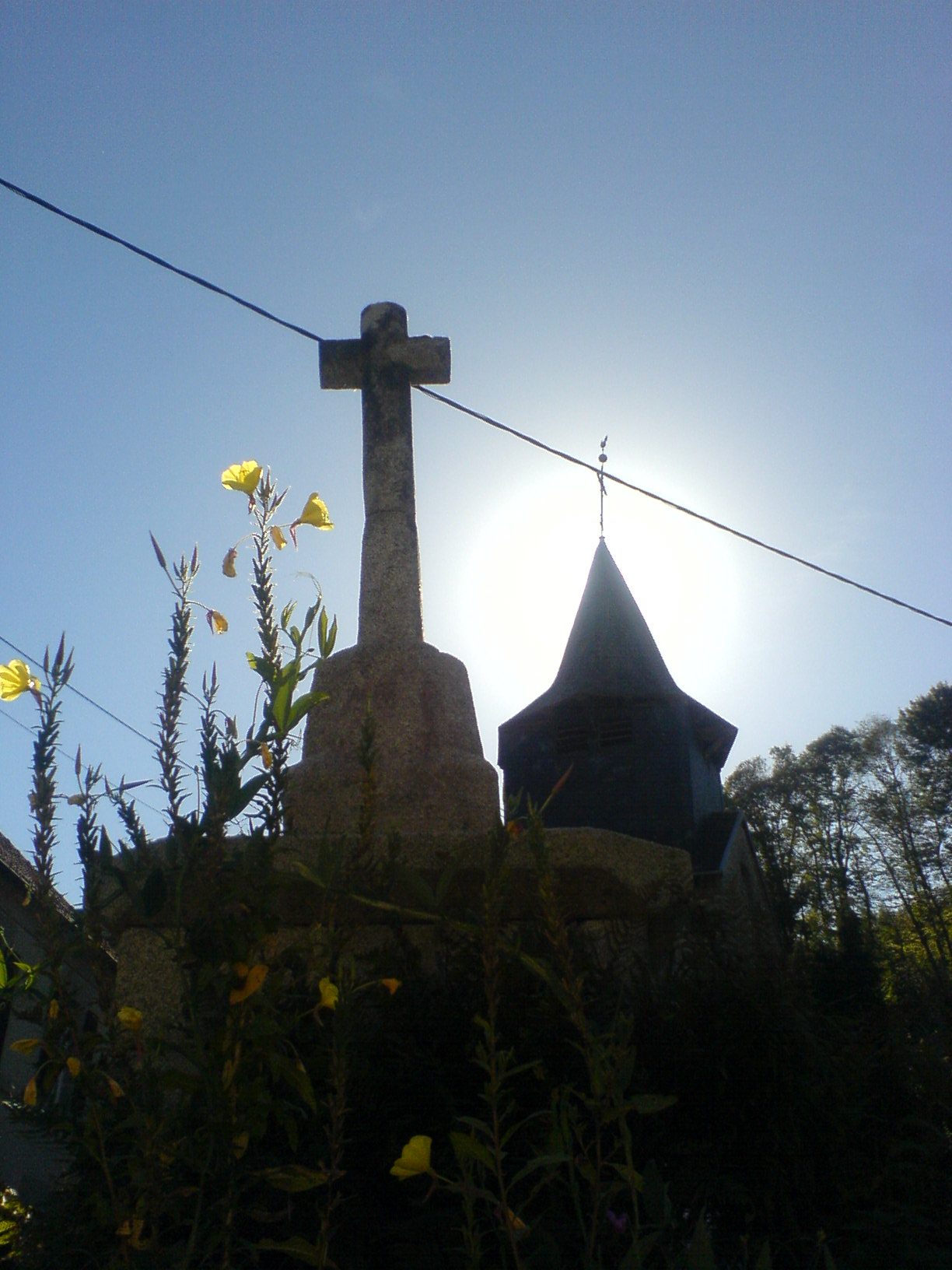

## Geografie
De oppervlakte van Saint-Yrieix-les-Bois bedraagt 15,5 km², de bevolkingsdichtheid is 21,5 inwoners per km².

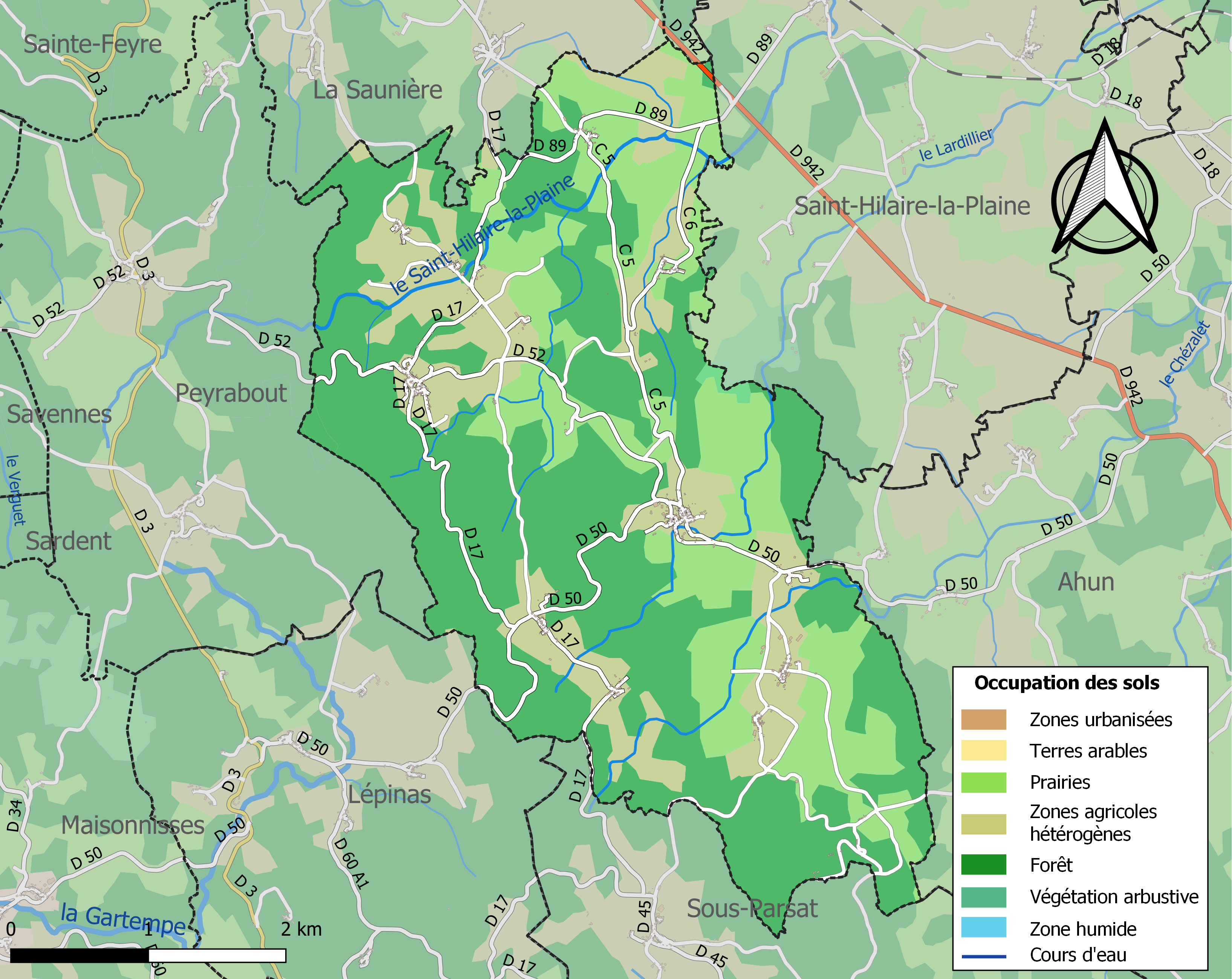
Kaart van de gemeente met de belangrijkste infrastructuur, bodemgebruik en omliggende gemeenten

## Demografie
Onderstaande figuur toont het verloop van het inwonertal (bron: INSEE-tellingen).